# Veronika Vařeková

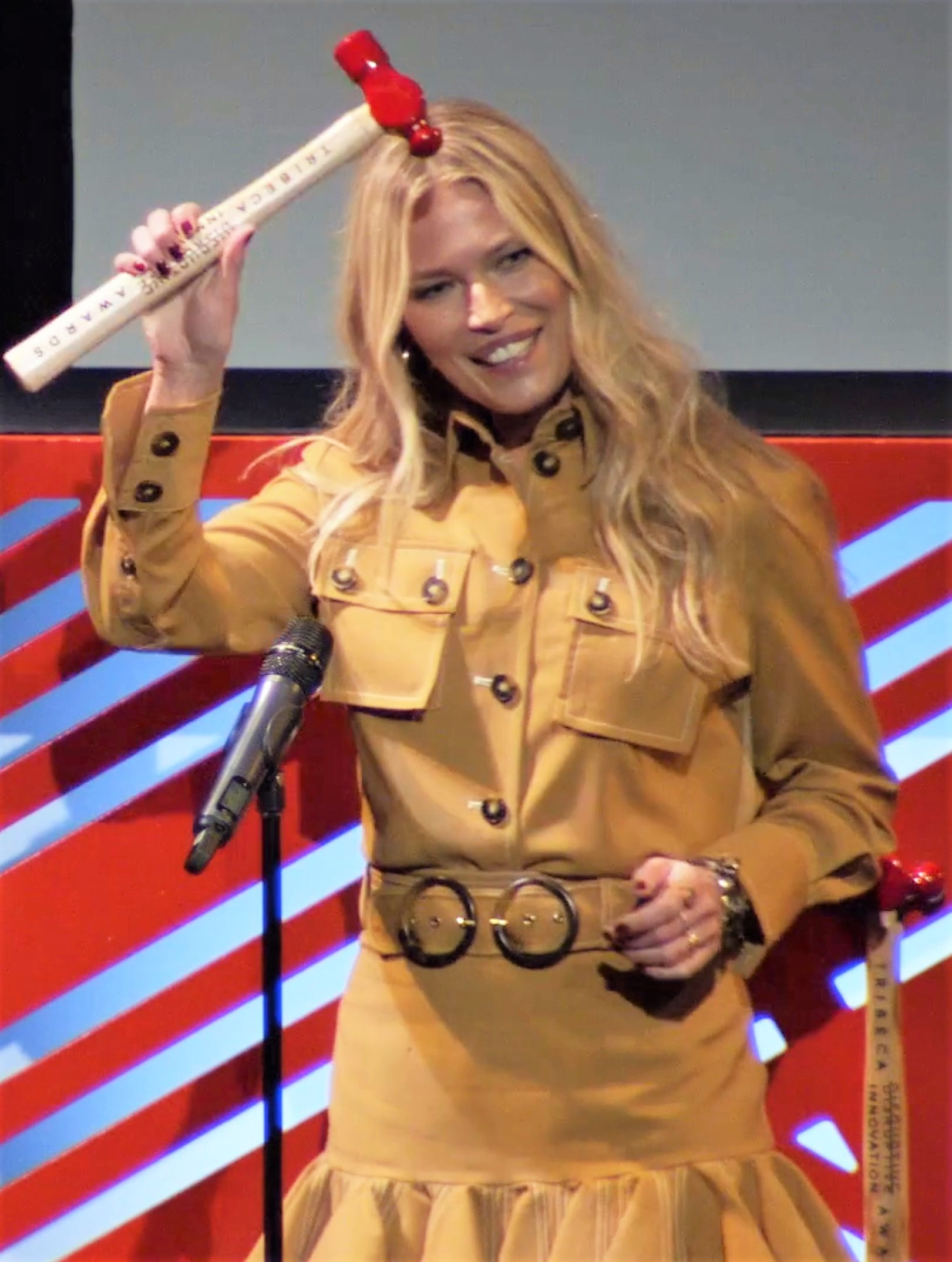
Veronika Vařeková, 2019

Veronika Vařeková (* 19. Juni 1977 in Olomouc) ist ein tschechisches Supermodel. Ihr Name wird in englischen Medien oft auch als Veronica Varekova angegeben.

## Biografie
Vařeková stammt aus Olomouc und ging mit 19 Jahren nach New York City, USA. Eigentlich wollte sie an die Parsons School of Design, doch stattdessen begann sie zu modeln und unterschrieb einen Vertrag bei Next Model Management. Sie ging nach Europa, als klar wurde, dass sie dort mehr Erfolg hatte. Sie spricht fließend drei Sprachen und hat akademische Grade in Psychologie und Erziehung. Im Juli 2004 heiratete sie den Eishockeyspieler Petr Nedvěd, die Trennung erfolgte dann im Sommer 2006.

## Arbeiten und Auftritte als Model
Vařeková erschien in der Swimsuit-Edition von Sports Illustrated acht Mal: 1999–2002 und 2004–2007. Laut Sports Illustrated war sie in Victoria’s Secret zu sehen, aber sie entschied sich gegen eine Verlängerung des Vertrags. Zu dieser Zeit wurde sie das Gesicht von Nivea. Außerdem hatte sie Verträge mit Guess, Chanel und Pantene. Sie war Covergirl für Marie Claire, Harpers & Queen und Cosmopolitan.
| Personendaten    | Personendaten       |
| ---------------- | ------------------- |
| NAME             | Vařeková, Veronika  |
| KURZBESCHREIBUNG | tschechisches Model |
| GEBURTSDATUM     | 19. Juni 1977       |
| GEBURTSORT       | Olomouc             |